# Segovia (tartomány)
Segovia egy tartomány Spanyolországban, Kasztília és León autonóm közösségben.